# Mordfall Keira G.
Beim Mordfall Keira G. handelt es sich um die Tötung einer 14-Jährigen mit 23 Messerstichen am 7. März 2018 im Berliner Stadtteil Alt-Hohenschönhausen.

## Die Tat
Am 7. März 2018 wurde das 14-jährige Mädchen Keira G. in ihrem Kinderzimmer mit 23 Messerstichen getötet. Die Polizei ermittelte drei Tage später einen Tatverdächtigen, welcher sich mit seinem Opfer verabredet hatte. Der Verdächtige, ein 15-jähriger Deutscher, gestand die Tat und wurde in Untersuchungshaft genommen.

## Reaktionen

### Im Umfeld
Bekannte und Freunde der Getöteten trafen sich einige Tage nach dem Verbrechen vor der Eislaufhalle im Sportforum Hohenschönhausen, in der die Getötete ihre Freizeit verbrachte. Am 7. April 2018 fand auf dem Friedhof der St.-Andreas- und St.-Markus-Gemeinde in Alt-Hohenschönhausen eine Trauerfeier für Keira G. statt.

### Von Rechtsextremen
Vor und nach Bekanntwerden eines Tatverdächtigen wurden auf rechtspopulistischen und rechtsextremen Internetseiten wie Halle Leaks und PI-News und der Internetseite des rechtsextremen Magazins Compact falsche Informationen über das Verbrechen verbreitet. Das Landeskriminalamt Berlin wurde auf einen Tweet des Pegida-Gründers Lutz Bachmann aufmerksam, in dem ein unbeteiligter Mann mit den Attributen „tschetschenischer Moslem und Ex-Flüchtling“ fälschlich als Täter beschuldigt wurde. Das LKA ermittelte gegen Bachmann wegen übler Nachrede, falscher Verdächtigung und Volksverhetzung.
Nachdem die Polizei bekannt gegeben hatte, dass es sich bei dem festgenommenen Tatverdächtigen um einen Deutschen handelt, forderte der AfD-Politiker und Mandatsträger im Berliner Abgeordnetenhaus Gunnar Lindemann die Polizei auf, den Namen des Täters zu nennen, was jedoch wegen des Pressekodex’ zunächst unterblieb. Später wurde der Name Edgar H. mitgeteilt.

## Das Urteil
Im November 2018 wurde der Täter vom Landgericht Berlin zu einer Jugendstrafe von neun Jahren wegen Mordes verurteilt. Er, der dieselbe Schule wie sein Opfer besucht hatte, habe sich unter dem Vorwand, ihr bei den Hausaufgaben helfen zu wollen, Zutritt zur Wohnung verschafft, sie geknebelt und mit einem mitgebrachten Küchenmesser vorsätzlich umgebracht. Für eine geplante Tat sprach außerdem das Mitbringen von Handschuhen und einer Plastik-Kopfhaube, um keine Spuren am Tatort zu hinterlassen. Er habe „aus reiner Mordlust“ gehandelt. Im September 2019 verwarf der Bundesgerichtshof die Revision des Angeklagten, womit das Urteil Rechtskraft erlangte. Im Februar 2020 wurde eine zur Tatzeit 14-jährige Freundin des Täters wegen Beihilfe zum Totschlag angeklagt, weil sie ihm bewusst ein falsches Alibi verschafft haben soll.